# ریچارد لو
ریچارد لو (به انگلیسی: Richard Loo) (زاده ۱ اکتبر ۱۹۰۳- درگذشته ۲۰ نوامبر ۱۹۸۳) بازیگرچینی-آمریکایی بود.
از فیلم‌های معروف او می‌توان به بازی در فیلم مردی با طپانچه طلایی اشاره کرد.